# Yuzhni (Tijoretsk)
Yuzhni (en ruso: Южный) es un jútor del raión de Tijoretsk del krai de Krasnodar, en Rusia. Está situado en la orilla derecha del río Sujonkaya, afluente del Tijonkaya, tributario del río Chelbas, 12 km al norte de Tijoretsk y 134 km al nordeste de Krasnodar, la capital del krai. Tenía 11 habitantes en 2010
Pertenece al municipio Brátskoye.